# کدو تنبل بزرگ
کدو تنبل بزرگ (نام علمی: Cucurbita maxima) نام یک گونه از سرده کدو است.
کدو تنبل بزرگ تا ۵ متر رشد می‌کند و می‌تواند تا ۲۵ کیلوگرم وزن داشته باشد. گوشت آن آبدار و پوستش صورتی و نارنجی است. کدو تنبل بزرگ می‌تواند در طول زمستان ذخیره شود و منبع خوبی از ویتامین سی و کاروتن است.

## نگارخانه

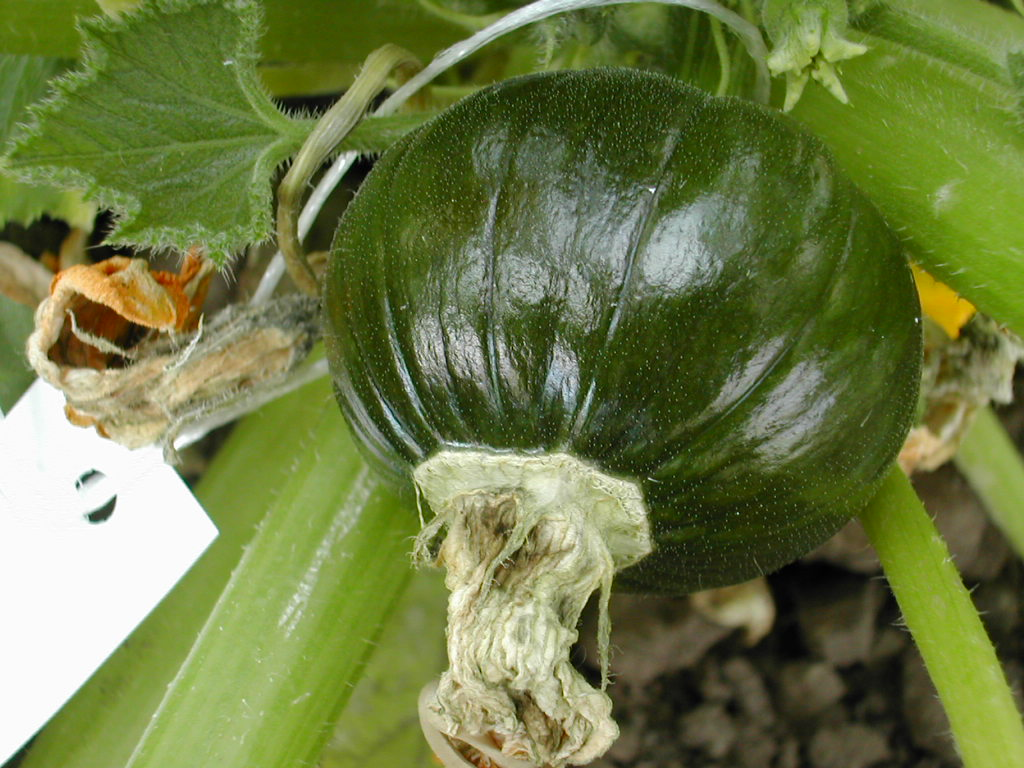
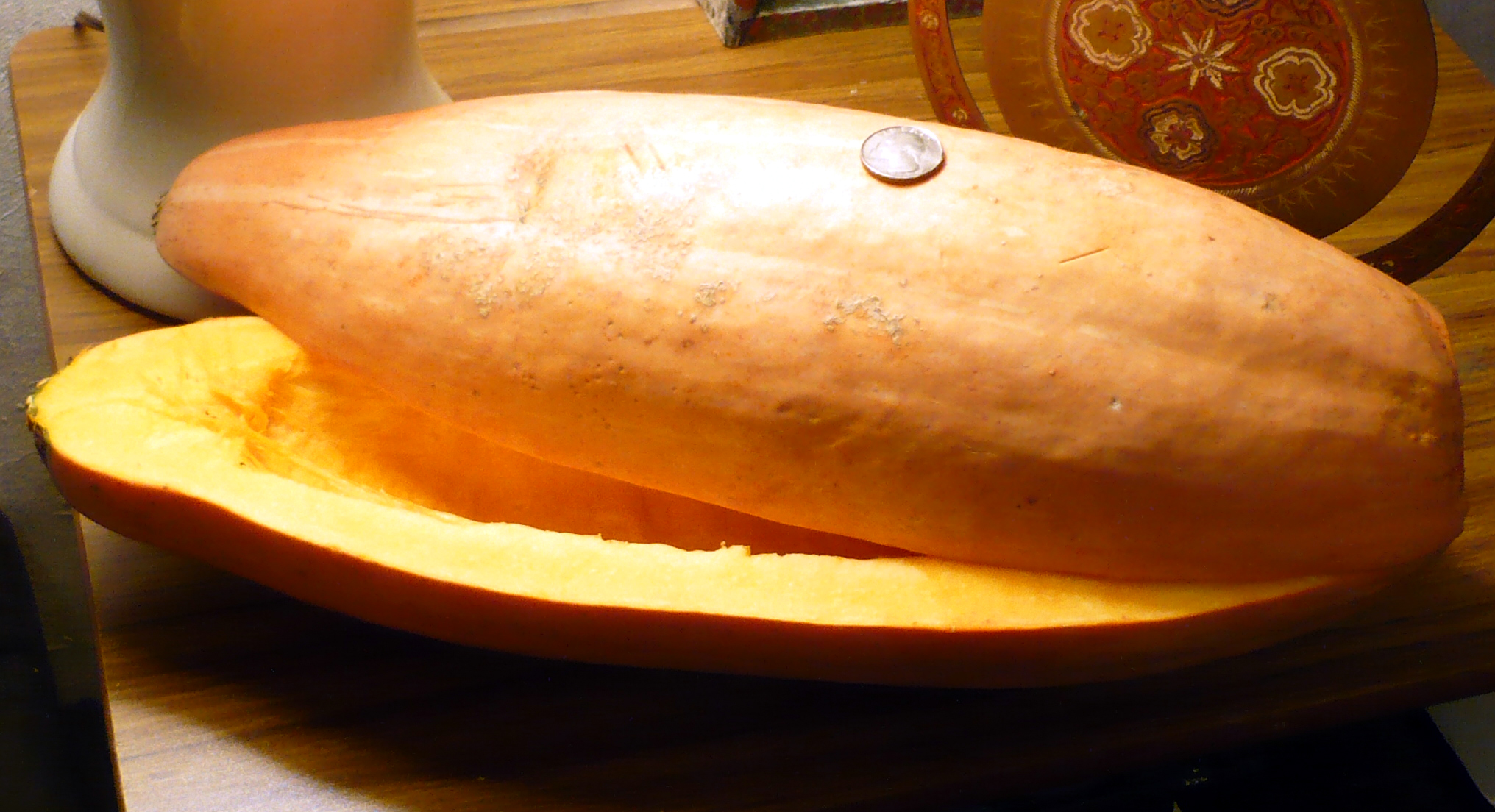
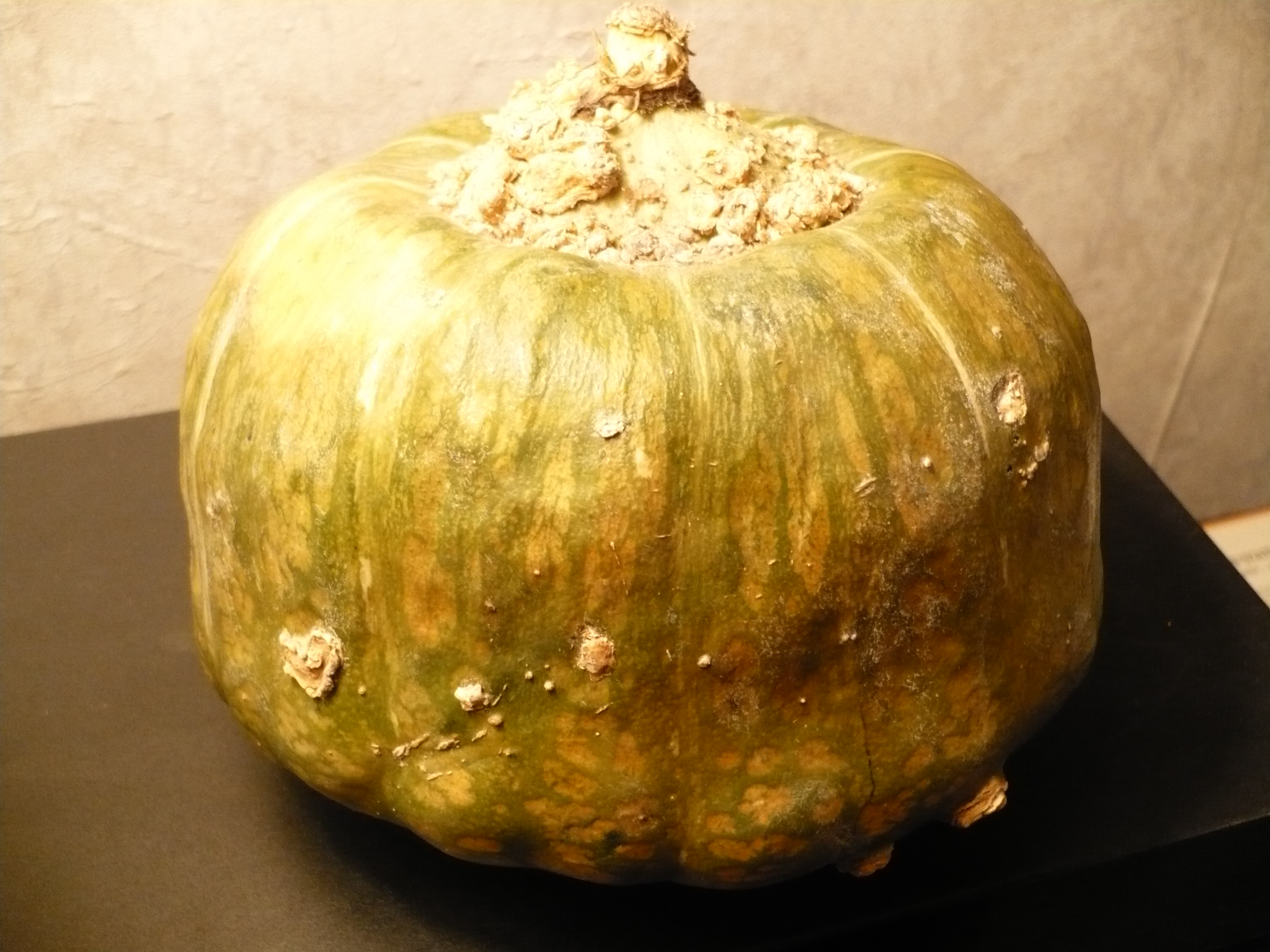
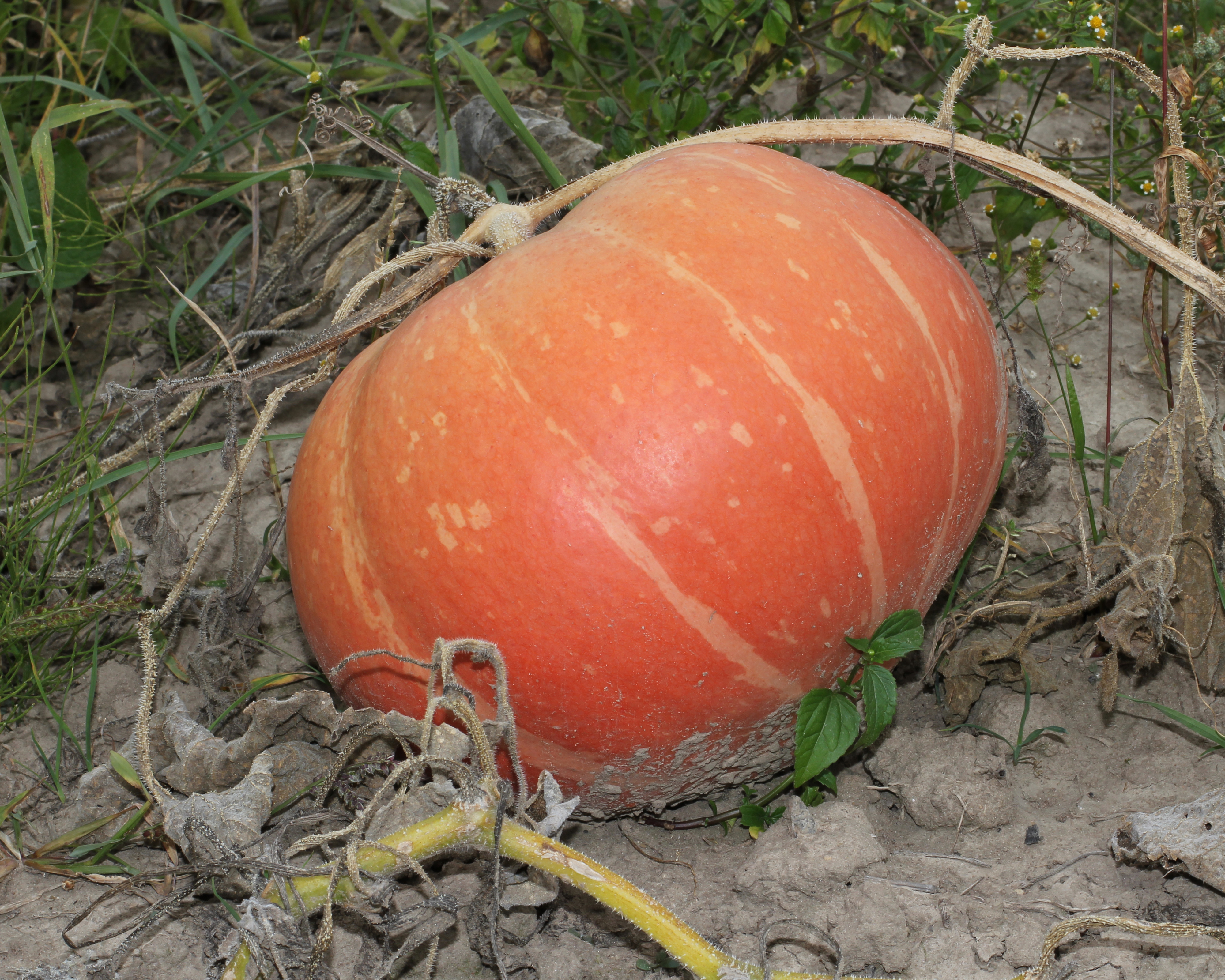
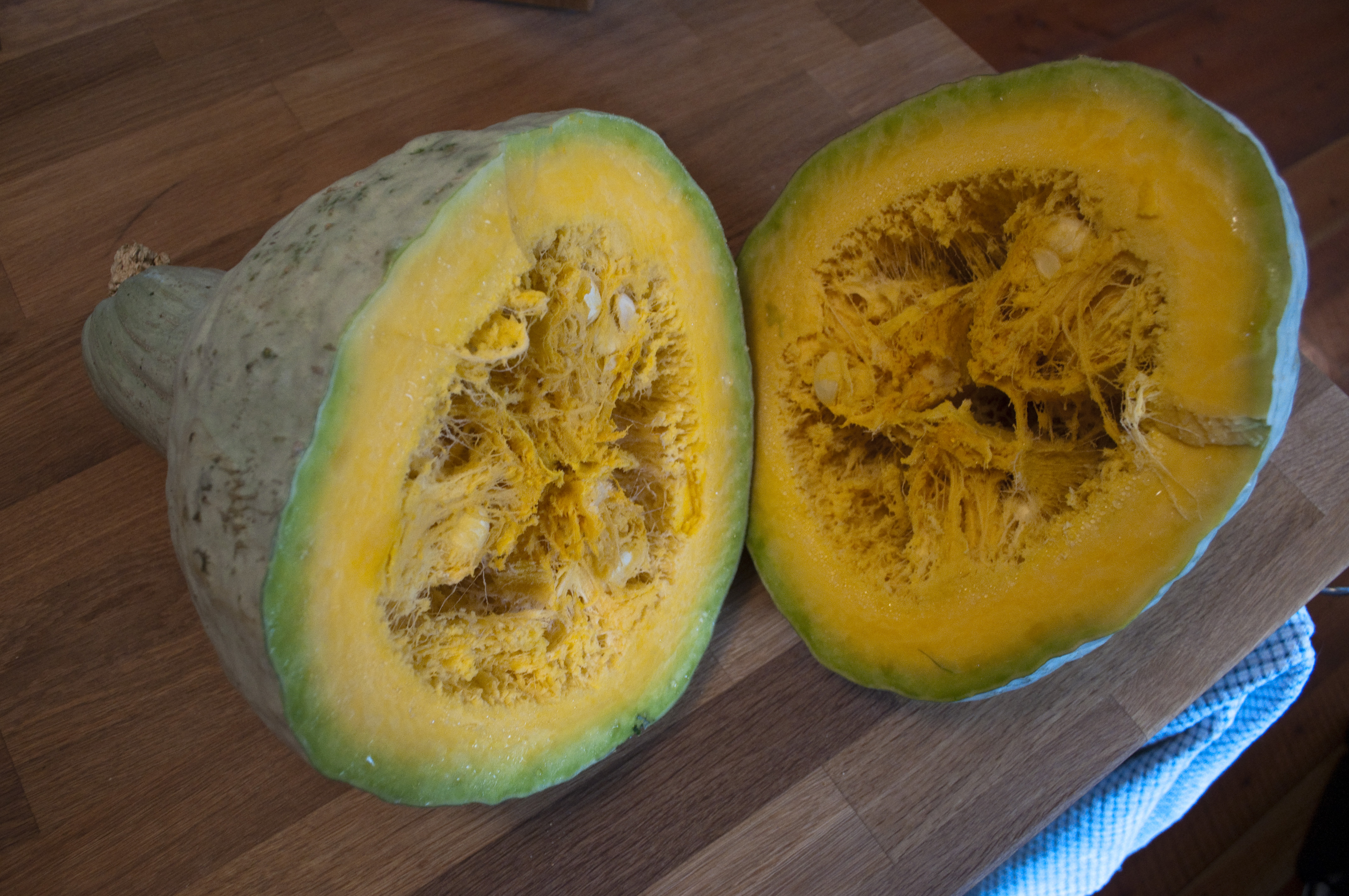
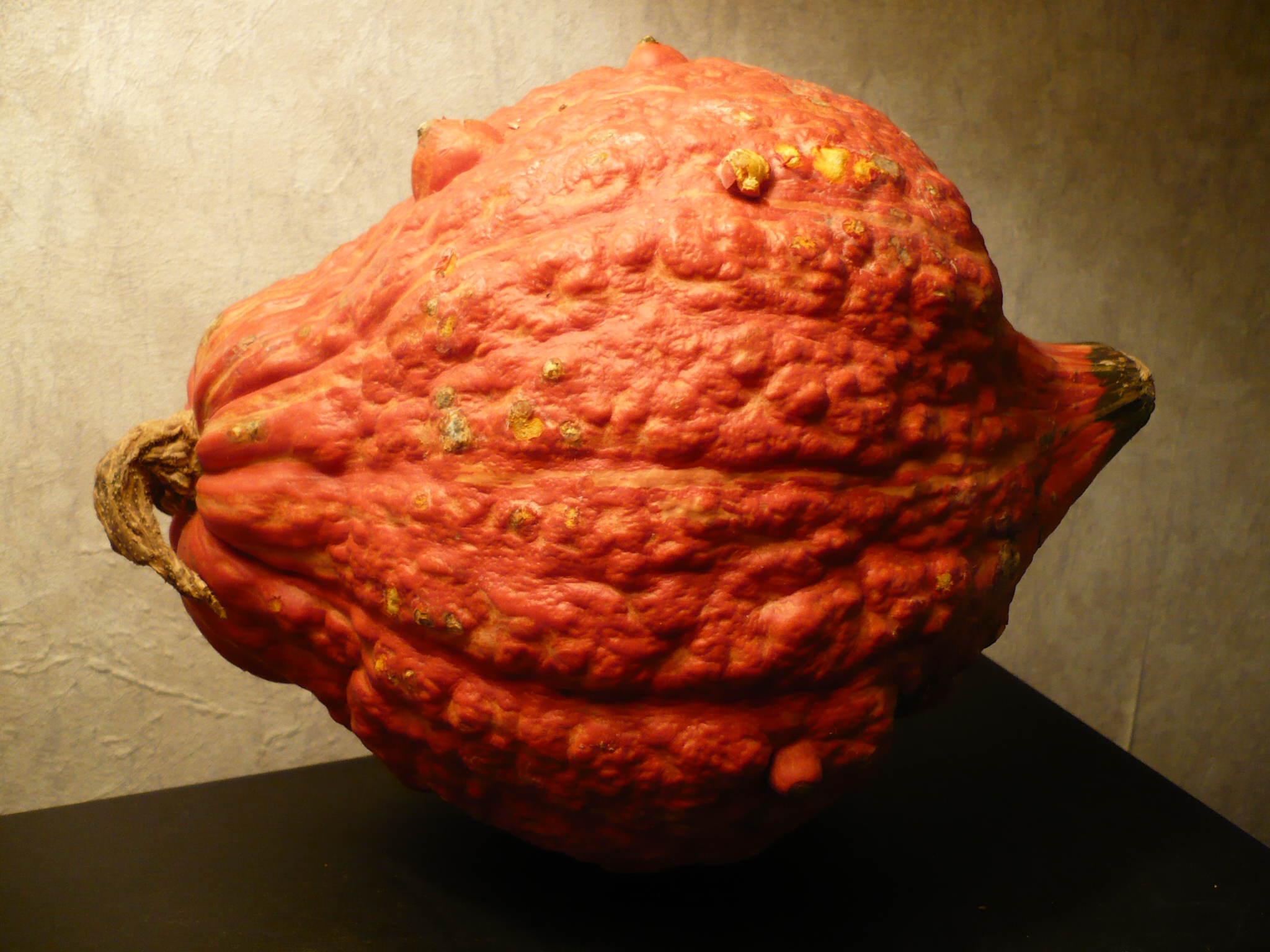
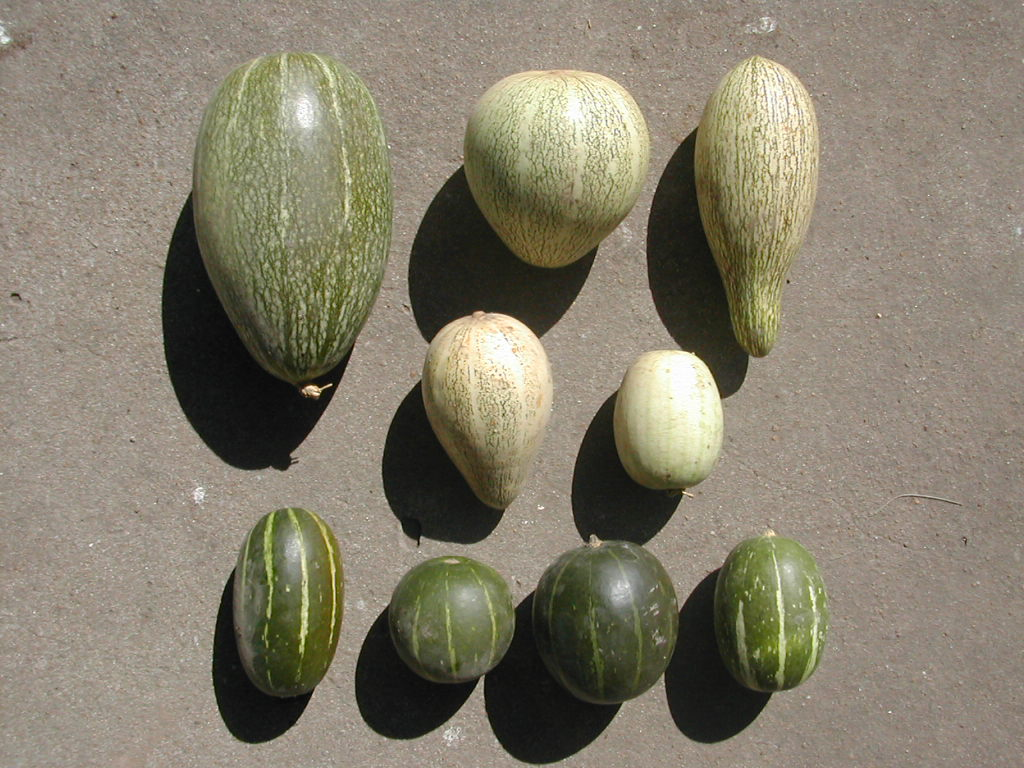
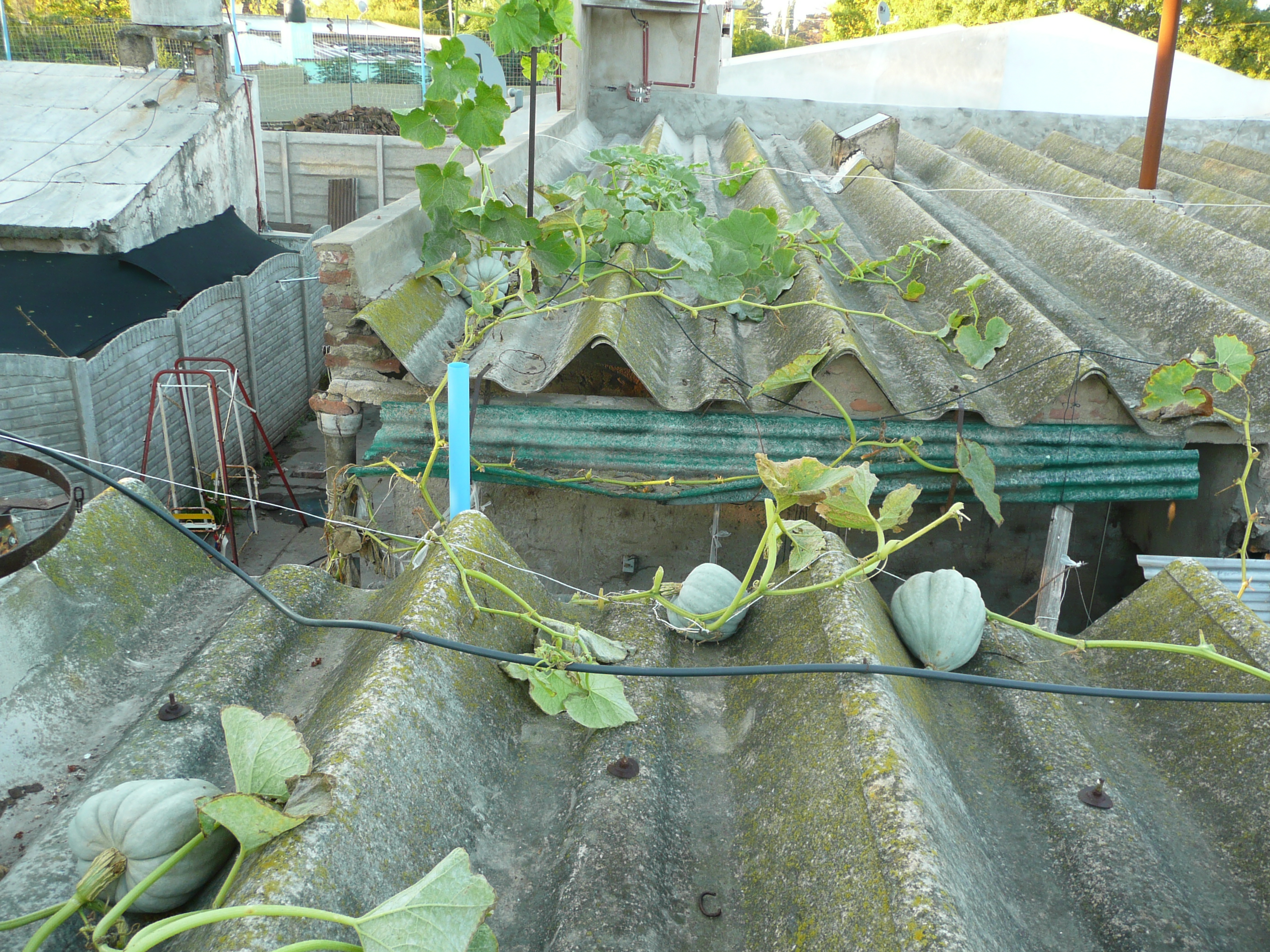
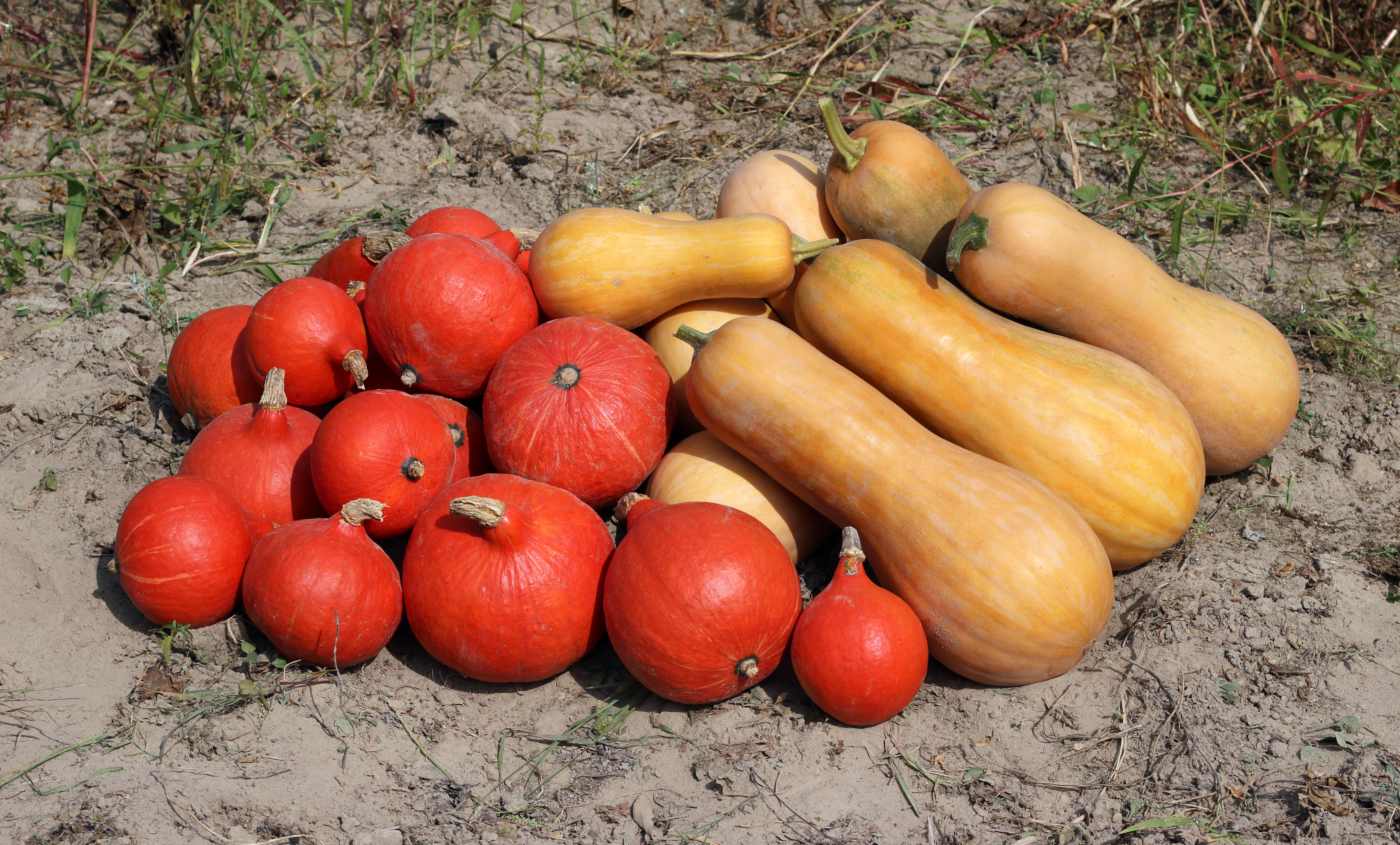